# John Winter Jones

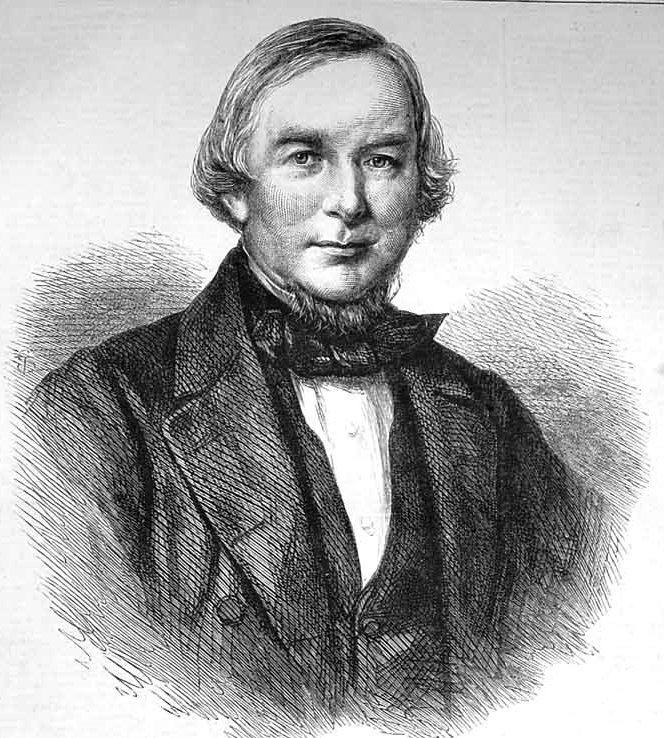
John Winter Jones (1866)

John Winter Jones (* 1805 in Lambeth, London; † 7. September 1881 in Henley-on-Thames) war ein britischer Bibliothekar. Er war der Nachfolger von Sir Anthony Panizzi als Principal Librarian am British Museum und der erste Präsident der britischen Library Association.

## Leben
John Winter Jones wurde im Jahr 1805, möglicherweise am 16. Juni, als Sohn von John Jones und dessen Ehefrau Mary Walker geboren. Der Vater hatte sich als Herausgeber des Naval Chronicle und des European Magazine einen Namen gemacht, während die Mutter als Cousine des Malers Robert Smirke bekannt war.
Im Alter von acht bis sechzehn Jahren besuchte Jones die St. Paul’s School in London und nahm anschließend mit der Aussicht, später an den Chancery Bar (heute: Chancery Division des High Court of Justice) berufen zu werden, Unterricht bei dem Notar William Meecram Bythewood. Im Jahr 1823 veröffentlichte Jones eine Übersetzung sämtlicher fremdsprachiger Zitate in William Blackstones Commentaries on the Laws of England.
Als junger Erwachsener verlor Jones durch eine schwere Krankheit vorübergehend seine Stimme, was ihm die juristische Laufbahn verunmöglichte. In der Hoffnung, durch häufiges Reisen seine Gesundheit wiederherzustellen, trat Jones um 1835 eine Stelle als reisender Vertreter des britischen Stiftungsaufsichtsamtes an.

### Tätigkeit am British Museum
Im Jahr 1837 heiratete Jones die drei Jahre jüngere Susanna Hewson, Tochter eines Grundbesitzers aus Cumberland. Im selben Jahr wurde Jones, auf Empfehlung zweier Kollegen vom Stiftungsaufsichtsamt, zum Assistenten in der Bibliothek des British Museums (heute: British Library) ernannt. Die Bibliothek befand sich damals in einer Zeit des Umbruchs, der in der Wahl von Anthony Panizzi zum Keeper of Printed Books gipfelte. Zu den notwendigen Reformen gehörten insbesondere die Umsiedlung sämtlicher Bücher aus dem Montagu House in die neuen, von Sir Robert Smirke entworfenen Räumlichkeiten und die Erstellung eines neuen Bibliothekskataloges, an der Jones gemeinsam mit Panizzi, John Humffreys Parry, Thomas Watts und Edward Edwards arbeitete.
Nach dem Tod von Richard Garnett im Jahr 1850 übernahm Jones dessen Stelle als Assistant Keeper of Printed Books und war von da an wohl Panizzis engster Berater. Als Panizzi schließlich 1856 zum Principal Librarian ernannt wurde, rückte Jones in der Hierarchie nach und durfte sich von nun an Keeper of Printed Books nennen. Als Panizzi zwischen 1862 und 1863 wegen seiner schwachen Gesundheit eine Auszeit nehmen musste, vertrat ihn Jones in seiner Funktion als Principal Librarian. Durch seine Loyalität zu Panizzi machte sich Jones viele Freunde unter den Kuratoren des Museums, darunter George Grote, Sir David Dundas und Spencer Walpole.
Parallel zu seiner Arbeit für das British Museum fand Jones auch Zeit für eine rege Publikationstätigkeit. Er publizierte unter anderem im North British Review, Quarterly Review und war Mitherausgeber der Proceedings of the Society of Antiquaries.

### Krankheit und Tod
Nach dem Tod seiner Frau im Jahr 1876 ließ auch Jones’ Gesundheit zunehmend nach, weshalb er sich im Jahr 1877 für ein Jahr vom Dienst freistellen ließ und in die Kleinstadt Penzance in Cornwall zog. Als dies nicht die gewünschte Besserung herbeiführte, setzte sich Jones im August 1878 zur Ruhe. Am 7. September 1881 verstarb Jones in seinem Haus in Henley-on-Thames an einem Herzinfarkt. Sein Grab befindet sich am Kensal Green Cemetery.

## Publikationen
- Riddles, charades, and conundrums, the greater part of which have never been published. Compiled by John Winter Jones. London: W. Davis 1822
- A Translation of All the Greek, Latin, Italian, and French Quotations which Occur in Blackstone's Commentaries on the Laws of England. And Also in the Notes of the Editions by Christian, Archbold, and Williams. London: Charles Reader 1823.
- The Biographical Dictionary of the Society for the Diffusion of Useful Knowledge. London: Longman, Brown, Green, and Longmans 1842–1844. (weitere Bände waren geplant, wurden aber nicht vollendet)
- Divers Voyages Touching the Discovery of America and the Islands Adjacent. Edited with Notes and an Introduction by John Winter Jones. Hakluyt Society: London 1850.
- The Travels of Ludovico Di Varthema in Egypt, Syria, Arabia Deserta and Arabia Felix, in Persia, India, and Ethiopia. Translated from the original Italian edition of 1510 with a preface by John Winter Jones. Hakluyt Society: London 1863.